# Vengeance: A Love Story
Vengeance: A Love Story (Brasil: Uma História de Vingança ) é um filme de suspense produzido nos Estados Unidos, dirigido por Johnny Martin e roteirizado por John Mankiewicz, baseado no romance de 2003, Rape: A Love Story, de Joyce Carol Oates. Lançado em 2017 pela FilmRise, foi protagonizado por Nicolas Cage, Don Johnson, Anna Hutchison, Talitha Bateman e Deborah Kara Unger.